# (2219) Mannucci
(2219) Mannucci (provisorische Bezeichnung 1975 LU) ist ein Asteroid des äußeren Hauptgürtels, der am 13. Juni 1975 am Felix-Aguilar-Observatorium im Nationalpark El Leoncito in der Provinz San Juan in Argentinien (IAU-Code 808) entdeckt wurde.

## Benennung
(2219) Mannucci wurde nach Edgardo Mannucci benannt. Mannucci war ein Feinmechaniker, dessen Arbeit am Felix-Aguilar-Observatorium der Astronomie in Argentinien jahrelang zugutekam. Er spielte eine wichtige Rolle beim Aufbau des Passageninstruments und des Danjon-Astrolabs. Er leitete die Präzisionsarbeit in den Abteilung Geodäsie, Topografie und Kartografie in San Juan. Er lehrte Ingenieurwissenschaften an der Universidad Nacional de Cuyo und hatte zuvor als stellvertretender Leiter eines Projekts des Argentine Naval Hydrographic Services gearbeitet.